# Viktor Hoeniger
Viktor Hoeniger (* 22. Februar 1870 in Ratibor; † 7. März 1953 in Freiburg im Breisgau) war ein deutscher Reichsgerichtsrat.

## Leben
Der Preuße und Badener Hoeniger war Sohn des Bankiers Rudolf Hoeniger und seiner Ehefrau Berta, geb. Weißler. Der Rechtswissenschaftler Heinrich Hoeniger (1879–1961) war sein Bruder. 1894 wurde er vereidigt und 1899 Amtsrichter. 1905 wurde er zum Oberamtsrichter und 1906 zum Landgerichtsrat Karlsruhe befördert. 1914 wurde er zum Oberlandesgerichtsrat Karlsruhe ernannt. Am 16. Mai 1922 wurde er als Hilfsrichter an das Reichsgericht berufen und am 1. Mai 1923 wurde er Reichsgerichtsrat. Er war im IV. Zivilsenat und IV. Strafsenat beschäftigt.
Da er von den Antisemiten als „jüdischer Jurist“ angesehen wurde, musste er am 1. April 1935 in den Ruhestand treten. Zusammen mit seiner Tochter und zwei Enkeln, sogenannten Mischlingen zweiten Grades, lebte er zurückgezogen in Freiburg. Da er die Nachkommen versorgte, blieb er verschont. Von seiner bereits gekürzten Pension musste er im Krieg Sonderzahlungen leisten.
Nach dem Krieg war er Spruchkammervorsitzender in Freiburg.

## Schriften
- „Die actio de pauperie“, Diss. Freiburg 1894, Jena 1894
- „Kritische Besprechung reichsgerichtlicher Entscheidungen“, Archiv für bürgerliches Recht, Band 35 (1910), S. 250.
- (zusammen mit Friedrich Weißler): „Grundbuchordnung nebst Grundbuchbereinigungsgesetz und landesgesetzlichen Ausführungsbestimmungen“, 1. Auflage, München und Berlin 1932.
- Kommentator im Düringer/Hachenburg: Kommentar zu Handelsgesetzbuch.